# Европско првенство у атлетици за млађе сениоре 2017 — 20 километара ходање за жене
Такмичење у ходању на 20 километара у женској конкуренцији на 11. Европском првенству у атлетици за млађе сениоре 2017. у Бидгошћу одржано је 16. јула 2017. на стадиону Жђислав Кшишковјак.
Титулу освојену у Талину 2015, није бранила Марија Пономарова из Русије због суспензије руских атлетичара.

## Земље учеснице
Учествовало је 26 такмичарки из 16 земаља.
1. Белорусија (1)
2. Италија (3)
3. Литванија (2)
4. Мађарска (1)
5. Независни спортисти (1)
6. Немачка (2)
7. Пољска (1)
8. Португалија (3)
9. Румунија (1)
10. Словачка (2)
11. Србија (1)
12. Турска (1)
13. Украјина (2)
14. Хрватска (1)
15. Чешка (1)
16. Шпанија (3)

## Освајачи медаља
|                                          |                        |                                    |
| Клаудија Афанасијева Независни спортисти | Марија Перез · Шпанија | Живиле Ваициукевичиуте · Литванија |

## Квалификациона норма
Требало би да такмичари остваре квалификациону норму у периоду од 1. јануара 2016. до 4. јула 2017. године.
| Норма   |
| ------- |
| 1:48:00 |

## Сатница
| Датум   | Време | Коло   |
| ------- | ----- | ------ |
| 16. јул | 11:00 | Финале |

## Рекорди
| Рекорди пре почетка Европског првенства 2017. | Рекорди пре почетка Европског првенства 2017. | Рекорди пре почетка Европског првенства 2017. | Рекорди пре почетка Европског првенства 2017. | Рекорди пре почетка Европског првенства 2017. | Рекорди пре почетка Европског првенства 2017. |
| Рекорди                                       | Атлетичарка                                   | Земља                                         | Време                                         | Место                                         | Датум                                         |
| --------------------------------------------- | --------------------------------------------- | --------------------------------------------- | --------------------------------------------- | --------------------------------------------- | --------------------------------------------- |
| Европски рекорд У-23                          | Јелена Лашманова                              | Русија                                        | 1:25:02                                       | Лондон, Уједињено Краљевство                  | 11. август 2012.                              |
| Рекорди европских првенстава У-23             | Марија Пономарова                             | Русија                                        | 1:27:17                                       | Талин, Естонија                               | 10. јул 2015.                                 |
| Најбољи европски резултат сезоне У-23         | Лаура Гарсија-Каро                            | Шпанија                                       | 1:29:57                                       | Подјебради, Чешка                             | 21. мај 2017.                                 |

### Најбољи европски резултати у 2017. години
Десет најбољих атлетичарки у ходању на 20 километара 2017. године до почетка првенства (12. јул 2017), имале су следећи пласман на европској ранг листи.
| 1.  | Лаура Гарсија-Каро     | Шпанија     | 1:29:57 | 21. мај   |
| 2.  | Лидиа Санчез-Пуебла    | Шпанија     | 1:30:51 | 3. јун    |
| 3.  | Марија Перез           | Шпанија     | 1:30:52 | 21. мај   |
| 4.  | Моника Ваициукевичиуте | Литванија   | 1:32:39 | 8. април  |
| 5.  | Анежка Драхотова       | Чешка       | 1:33:32 | 8. април  |
| 6.  | Емилија Лехмеиер       | Немачка     | 1:34:31 |           |
| 7.  | Рита Речеи             | Мађарска    | 1:34:43 | 30. април |
| 8.  | Диана Качиоти          | Италија     | 1:34:59 | 3. јун    |
| 9.  | Олена Мизерњук         | Украјина    | 1:35:25 | 12. март  |
| 10. | Мара Рибеиро           | Португалија | 1:35:45 | 21. мај   |
|     |                        |             |         |           |
|     | Даница Гогов           | Србија      | 1:45:53 |           |

Такмичарке чија су имена подебљана учествовале су на ЕП.

## Резултати

### Финале
Финале је одржано 16. јула 2017. године у 11:00.,
| Место | Атлетичарка            | Земља               | ЛР      | ЛРС     | Резултат | Белешка |
| ----- | ---------------------- | ------------------- | ------- | ------- | -------- | ------- |
|       | Клаудија Афанасијева   | Независни спортисти | 1:26:47 | 1:28:29 | 1:31:15  |         |
|       | Марија Перез           | Шпанија             | 1:30:52 | 1:30:52 | 1:31:29  |         |
|       | Живиле Ваициукевичиуте | Литванија           | 1:31:40 | 1:31:40 | 1:32:21  |         |
| 4.    | Викторија Рашчупкина   | Белорусија          | 1:33:46 | 1:33:46 | 1:33:16  | ЛР      |
| 5.    | Елеонора Доминичи      | Италија             | 1:35:41 | 1:35:41 | 1:33:32  | ЛР      |
| 6.    | Емилија Лехмеиер       | Немачка             | 1:34:31 | 1:34:31 | 1:34:24  | ЛР      |
| 7.    | Анежка Драхотова       | Чешка               | 1:26:53 | 1:33:18 | 1:34:51  |         |
| 8.    | Диана Качиоти          | Италија             | 1:34:59 | 1:34:59 | 1:35:49  |         |
| 9.    | Рита Речеи             | Мађарска            | 1:34:43 | 1:34:43 | 1:37:20  |         |
| 10.   | Една Барос             | Португалија         | 1:37:23 | 1:37:23 | 1:37:55  |         |
| 11.   | Олга Ниедзиалек        | Пољска              | 1:38:57 | 1:38:57 | 1:39:03  |         |
| 12.   | Марија Филјук          | Украјина            | 1:34:51 | 1:39:26 | 1:39:35  |         |
| 13.   | Моника Ваициукевичиуте | Литванија           | 1:32:39 | 1:32:39 | 1:40:07  |         |
| 14.   | Мара Рибеиро           | Португалија         | 1:35:45 | 1:35:45 | 1:40:47  |         |
| 15.   | Саскија Фајге          | Немачка             | 1:37:14 | 1:37:14 | 1:41:12  |         |
| 16.   | Тамара Хаврилиук       | Украјина            | 1:32:42 | 1:36:48 | 1:42:56  |         |
| 17.   | Михаела Акатрињи       | Румунија            | 1:36:01 | 1:40:47 | 1:43:13  |         |
| 18.   | Маријана Мота          | Португалија         | 1:42:35 | 1:42:35 | 1:45:59  |         |
| 19.   | Моника Хорнакова       | Словачка            | 1:39:52 |         | 1:48:12  | ЛРС     |
| 20.   | Даница Гогов           | Србија              | 1:45:53 | 1:45:53 | 1:49:02  |         |
| 21.   | Ивана Ренић            | Хрватска            | 1:46:36 | 1:46:36 | 1:49:46  |         |
| 22.   | Луција Чубанова        | Словачка            | 1:46:11 | 1:46:16 | 1:52:26  |         |
| 23.   | Јале Башак             | Турска              | 1:44:04 | 1:44:04 | 1:54:20  |         |
|       | Николе Коломби         | Италија             | 1:33:39 | 1:37:26 | Диск.    |         |
|       | Лаура Гарсија-Каро     | Шпанија             | 1:29:32 | 1:29:32 | Диск.    |         |
|       | Михаела Пушкашу        | Румунија            | 1:37:40 | 1:41:13 | Диск.    |         |
|       | Лидиа Санчез-Пуебла    | Шпанија             | 1:30:51 | 1:30:51 | Диск.    |         |

### Пролазна времена
| Дистанца | Време   | Атлетичарка          | Земља               |
| -------- | ------- | -------------------- | ------------------- |
| 2 км     | 9:21    | Лаура Гарсија-Каро   | Шпанија             |
| 4 км     | 18:34   | Лаура Гарсија-Каро   | Шпанија             |
| 6 км     | 27:31   | Марија Перез         | Шпанија             |
| 8 км     | 36:33   | Марија Перез         | Шпанија             |
| 10 км    | 45:37   | Марија Перез         | Шпанија             |
| 12 км    | 54:53   | Марија Перез         | Шпанија             |
| 14 км    | 1:04:00 | Марија Перез         | Шпанија             |
| 16 км    | 1:11:59 | Лидиа Санчез-Пуебла  | Шпанија             |
| 18 км    | 1:22:14 | Клаудија Афанасијева | Независни спортисти |